# Roodteugelvliegenvanger
De roodteugelvliegenvanger (Anthipes solitaris; synoniem: Ficedula solitaris) is een zangvogel uit de familie Muscicapidae (vliegenvangers).

## Verspreiding en leefgebied
Deze soort telt 3 ondersoorten:
- A. s. submoniliger: noordelijk Maleisië, zuidoostelijk Laos en het zuidelijke deel van Centraal-Vietnam.
- A. s. malayana: centraal en zuidelijk Maleisië.
- A. s. solitaris: Sumatra.